# الحارس الشخصي لقاتل محترف
الحارس الشخصي لقاتل محترف (بالإنجليزية: The Hitman's Bodyguard) هو فيلم أكشن كوميدي أمريكي من إخراج باتريك هوغس. الفيلم من بطولة رايان رينولدز، صامويل جاكسون، غاري أولدمان، إلودي يونغ، وسلمى حايك. يتحدث الفيلم عن حارس شخصي يتم تأجيره لحماية قاتل محترف سيشهد أمام المحكمة الجنائية الدولية.

## القصة
يعيش مايكل بريس (رينولدز) حياة أنيقة كحارس شخصي خاص من النخبة في المملكة المتحدة ، حتى يتم اغتيال العميل تاكاشي كوروساوا على ساعته. بعد ذلك بعامين ، يكسب «برايس» العار لقمة العيش لحماية مديري الشركات المدمنين على المخدرات في لندن.
في غضون ذلك ، يُحاكم فلاديسلاف دوخوفيتش (أولدمان) ، دكتاتور بيلاروسيا القاسي بتهمة ارتكاب جرائم ضد الإنسانية أمام المحكمة الجنائية الدولية. غير قادر على تأمين أدلة قوية أو شهادة ضد دوخوفيتش فإن الأمل الأخير للادعاء هو القاتل المسجون سيئ السمعة داريوس كينكيد (جاكسون) الذي يوافق على الشهادة ضد دوخوفيتش مقابل إطلاق سراح زوجته سونيا (حايك) من السجن. بقيادة وكيل الانتربول روسيل (يونغ) غادرت قافلة مسلحة ترافق كينكيد.
بمساعدة مدير الانتربول الغادر جان فوتشر (ألميدا)، نجح رجال دوخوفيتش في نصب كمين للقافلة وقتلوا كل فريق الأمن تقريبًا. تمكن كينكيد من القضاء على المهاجمين لكن عربتهم دمرت. بعد أن نجا العميل روسيل من الهجوم أخذ كينكيد إلى مخبأ الإنتربول. وإدراكًا منها أنه لا يمكن تكليف الوكالة بالمهمة بسبب احتمال حدوث تسرب، فإنها توظف مساعدة برايس لمرافقة كينكيد وحمايته في الطريق إلى لاهاي. الرحلتان إلى العبارة المتجهة إلى أمستردام ، حيث يتم احتجاز سونيا. يكشف كينكيد أنه قتل كوروساوا ، بعد أن رآه بالصدفة أثناء عمله في وظيفة أخرى. بينما يتحسر بريس على إخفاقاته في كشك لبيع البيرة ، يهاجم رجال دوخوفيتش كينكايد. قام برايس بتغيير قلبه ويساعد كينكايد على الهروب ، لكن يتم أسره. بينما يقوم رجال دوخوفيتش بتعذيبه ، يصل كينكيد وينقذ بريس. بعد تسوية خلافاتهما ، تقاتل الاثنان في طريقهما إلى لاهاي ، ووصلوا في الوقت المناسب تمامًا لكينكيد ليشهد بأن دوخوفيتش حاول توظيفه لاغتيال منافس سياسي ، لكن في هذه العملية شهد كينكيد دوخوفيتش ينفذ إعدامًا جماعيًا ، ويحمل الصور من المجزرة إلى بروتوكول نقل الملفات سري يقدمه إلى المحكمة.
يعترف دوكوفيتش بالذنب ، ثم يلجأ إلى خطته الاحتياطية: قصف المحكمة للهروب. فوشير يغادر المحكمة قبل القصف. يستنتج روسيل أنه كان الخائن. في حالة الارتباك بعد انفجار القنبلة ، يصادر دوكوفيتش مسدسًا لقتل كينكيد ، لكن بريس يقفز في طريق الرصاصة ، ويصيب كينكيد بإيقاف دوخوفيتش. يتقاتل Foucher و Roussel حيث هزم Roussel Foucher ، معلناً أن الأمر انتهى والذي تستجيب Foucher له بخنقها. برايس يطلق النار على Foucher لقتل روسيل. يلاحق كينكيد دوخوفيتش إلى السطح حيث يحاول الهروب بطائرة هليكوبتر. Kincaid يدمر المروحية ويركل Dukhovich من السطح حتى وفاته لإطلاق النار على Bryce.
أعيد القبض على كينكيد بسبب جرائمه المختلفة لكنه هرب من سجن بيلمارش بعد عدة أشهر حتى يتمكن هو وسونيا من الاحتفال بالذكرى السنوية في الحانة في هندوراس حيث التقيا لأول مرة. عندما يندلع شجار جامح حولهم.

## بطولة
- رايان رينولدز دور مايكل بريس ضابط وكالة المخابرات المركزية.
- صامويل جاكسون بدور داريوس كينكيد / إيفانز ، أحد أشهر القتلة وزوج سونيا في العالم.
- غاري أولدمان مثل فلاديسلاف دوخوفيتش ، الديكتاتوري رئيس بيلاروسيا.
- سلمى حايك بدور سونيا كنكيد زوجة داريوس.
- إلودي يونج بدور أميليا روسيل ، عميلة الانتربول وصديقة مايكل السابقة.
- خواكيم دي ألميدا بدور جان فوتشر ، مساعد مدير الانتربول الفرنسي ، والذي تم الكشف عنه لاحقًا على أنه الرجل الداخلي لدوخوفيتش والرجل الثاني في القيادة.
- يورى كولوكولنيكوف دور إيفان ، المرتزق الرئيسي لدوخوفيتش.
- باري أتسما بدور مورينو ، محامي الادعاء الرئيسي.
- تاين جوسترا بدور ريناتا كاسوريا ، مديرة الانتربول.
- كريستي ميتشل بدور ريبيكا هار ، محامية كينكيد.
- سام هزلدين بدور جاريت ، ضابط وكالة الجريمة الوطنية.
- ميخائيل غوريفوي بصفته ليتفين ، محامي الدفاع الأول عن دوخوفيتش.
- ريتشارد جرانت مثل السيد Seifert ، مدير تنفيذي لشركة مدمن على المخدرات وعميل لشركة Bryce.
- جورجي غلين قاضيا رئيسيا للمحكمة الجنائية الدولية
- كريس ويلسون قاضيًا في المحكمة الجنائية الدولية

## الإنتاج
التصوير الرئيسي للفيلم ابتدأ في الثاني من أبريل 2016، في كل من لندن، أمستردام، وصوفيا.

## الاستقبال

### شباك التذاكر
حقق الفيلم إيرادات بلغت 176.6 مليون دولار أمريكي، مقابل ميزانية وصلت إلى 30 مليون دولار أمريكي.

### الإستقبال النقدي
تلقى افيلم مراجعات إيجابية من قِبل النقاد. حصل على نسبة 40% على موقع الطماطم الفاسدة بناءً 182 مراجعة متوسط 5.1/10. أما على موقع ميتاكريتيك حصل الفيلم على متوسط تقييم 47% بنائاً على رأي 42 ناقد.

## وصلات خارجية
الحارس الشخصي لقاتل محترف على موقع IMDb (الإنجليزية)
- الحارس الشخصي لقاتل محترف على موقع ميتاكريتيك (الإنجليزية)
- الحارس الشخصي لقاتل محترف على موقع روتن توميتوز (الإنجليزية)
- الحارس الشخصي لقاتل محترف على موقع نتفليكس (الإنجليزية)
- الحارس الشخصي لقاتل محترف على موقع قاعدة بيانات الأفلام العربية
- الحارس الشخصي لقاتل محترف على موقع ألو سيني (الفرنسية)
- الحارس الشخصي لقاتل محترف على موقع Turner Classic Movies (الإنجليزية)
- الحارس الشخصي لقاتل محترف على موقع أول موفي (الإنجليزية)
- الحارس الشخصي لقاتل محترف على موقع بوكس أوفيس موجو (الإنجليزية)
- الحارس الشخصي لقاتل محترف على موقع فيلمافينيتي (الإسبانية)